# Frank Church
Pour les articles homonymes, voir Church.
Frank Forrester Church III est un homme politique américain né le 25 juillet 1924 à Boise et mort le 7 avril 1984 à Bethesda (Maryland). Membre du Parti démocrate, il est notamment sénateur des États-Unis pour l'Idaho de 1957 à 1981.

## Biographie

### Jeunesse et débuts professionnels
Frank Church nait et grandit à Boise dans une famille républicaine travaillant dans la vente de matériel sportif. Présent du conseil des étudiants de son lycée, il remporte en 1941 le concours national oratoire de l'American Legion. Une fois diplômé de la Boise High School, il rejoint brièvement Stanford grâce à une bourse d'études puis s'engage dans l'armée de terre des États-Unis. Membre du renseignement militaire, il sert en Birmanie, en Chine et en Inde,.
Après la Seconde Guerre mondiale, il retourne à Stanford d'où il sort diplômé en 1947. La même année, il épouse Jean Bethine Clark, fille du gouverneur démocrate Chase A. Clark (en). Il entre à la Harvard Law School puis retrouve Stanford et la Californie pour des raisons de santé. Guéri d'un cancer, il est diplômé de la Stanford Law School en 1950. Il devient alors avocat à Boise,.

### Sénateur des États-Unis

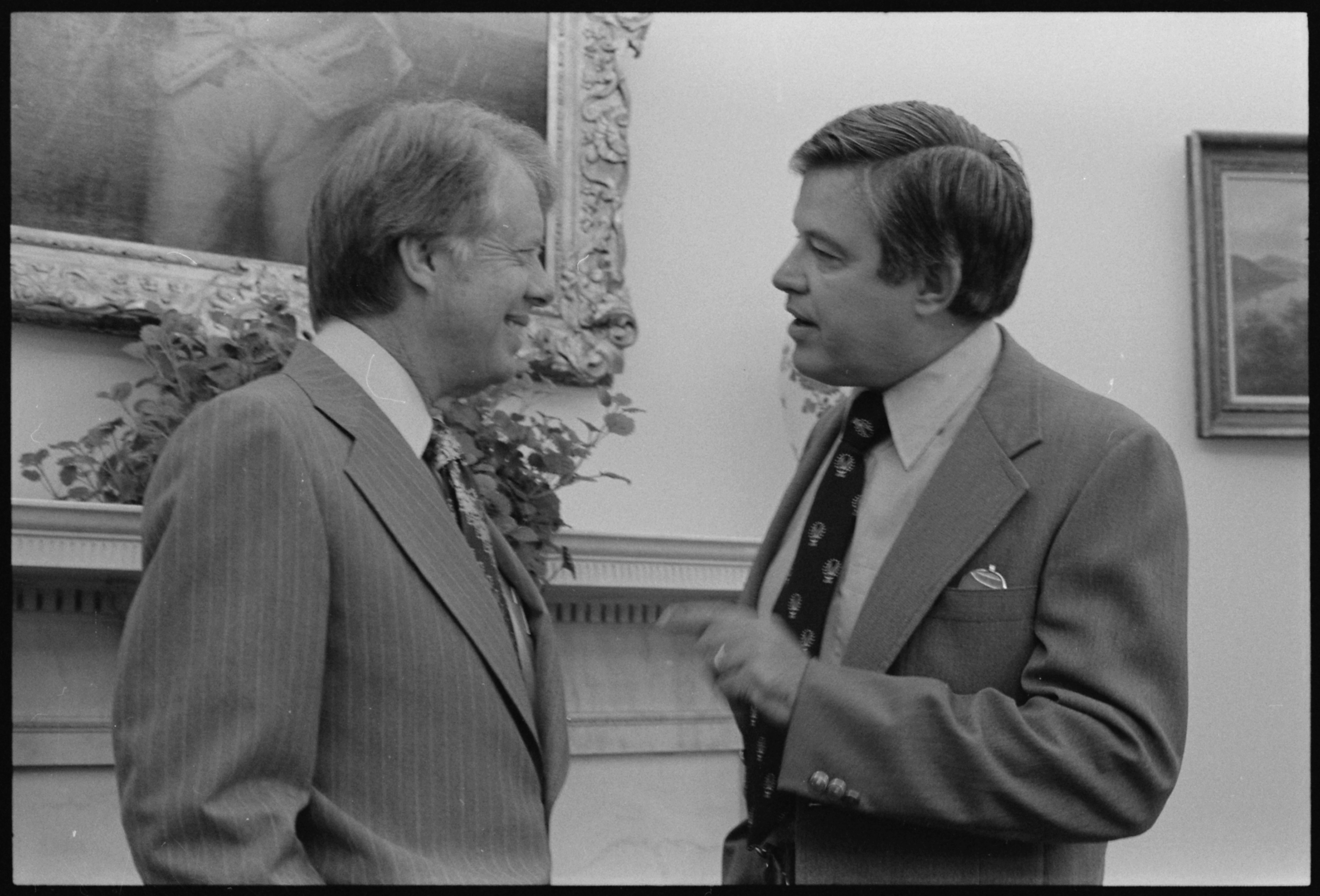
Jimmy Carter et Frank Church en 1977.

Après un premier échec en 1952 pour entrer à la législature de l'Idaho, il se présente en 1956 au Sénat des États-Unis. Il remporte la primaire démocrate de 170 voix face à l'ancien sénateur Glen H. Taylor (en) puis bat le républicain sortant Herman Welker (en) avec près de 60 % des suffrages. Il est alors la plus jeune personne jamais élue au Sénat. Il est réélu en 1962, 1968 et 1974.
Au Sénat, il est d'abord réputé proche de Lyndon B. Johnson et vote en faveur de lois sur les droits civiques. Président de la commission sénatoriale sur les vieillissement de 1971 à 1979, il soutient une indexation de la sécurité sociale sur l'augmentation du niveau de vie.
En 1975, il prend la présidence de la Select Committee to Study Governmental Operations with Respect to Intelligence Activities (commission Church), qui enquête pendant un an et demi sur les activités de la communauté américaine du renseignement. La commission remet un rapport sur les programmes illégaux des agences de renseignement et plusieurs lois sont adoptées dans la foulée pour encadrer leurs pratiques.
Au printemps 1976, Church annonce à Idaho City sa candidature à l'élection présidentielle américaine de 1976. Il ignore les premières primaires démocrates, espérant profiter des attaques entre ses concurrents. Il est avec le gouverneur californien Jerry Brown l'un des deux candidats du « n'importe qui sauf Carter » (« Anybody But Carter » ou ABC), arrivés tardivement dans la course mais espérant pouvoir stopper le nouveau favori de la primaire Jimmy Carter grâce aux primaires de l'Ouest. Il remporte les primaires du Nebraska, de l'Idaho, de l'Oregon et du Montana, mais ne rencontre pas le succès escompté, tombant notamment malade pendant la campagne. Il se retire finalement au profit de Jimmy Carter.
En 1979, il devient président de la commission des affaires étrangères du Sénat. Lors des élections sénatoriales de 1980, il est battu d'un point par le républicain Steve Symms, qui profite la large victoire présidentielle de Ronald Reagan. Durant son mandat de sénateur, il se bat notamment pour la protection des espaces naturels,. En matière de politique étrangère, il milite pour un désengagement militaire des États-Unis en Asie du Sud-Est.
Après sa défaite, il retrouve son métier d'avocat et se spécialise dans le droit international. Il meurt le 7 avril 1984 des suites d'un cancer du pancréas. Une réserve naturelle de l'Idaho porte aujourd'hui son nom : la Frank Church — River of No Return Wilderness Area.